# Kostel svaté Markéty (Loukov)
Kostel svaté Markéty v Loukově na Vysočině patří do skupiny tří tzv. podlipnických kostelů. V roce 1941 v něm byly objeveny středověké nástěnné malby poměrně vysoké umělecké úrovně. Od roku 1958 je kostel chráněn jako kulturní památka České republiky.
O oživení a opravy všech tří podlipnických svatostánků usiluje sdružení Přátelé podlipnických kostelů.

## Historie
Poprvé je kostel zmiňován v rejstřících papežských desátků z roku 1352. Čtvercová věž k němu byla přistavěna až ve druhé polovině 17. století.
V roce 1941 byla v lodi, presbytáři i sakristii objevena řada středověkých nástěnných maleb. Podle posledních poznatků by měly pocházet z posledního desetiletí 14. století.

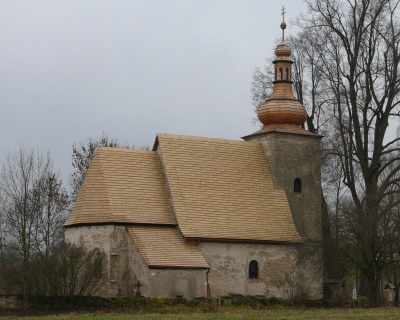
Kostel v listopadu 2006

Na severní stěně lodi je možné vidět obraz sv. Matěje, dále sv. Kryštofa a fragment s námětem Oplakávání Krista. Východní stěna lodi je pokryta několika pásy obrazů s výjevy Ukřižování, Poslední večeře Páně, Piety a Oběti Kaina a Ábela. Na protější straně lodi se nachází výjev Umučení deseti tisíc rytířů a Boj sv. Jiří s drakem. Na severní stěně presbytáře se nalézá Bolestný Kristus s nástroji mučení Arma Christi. Dále se zachovaly malby zpodobňující scény ze života sv. Markéty.
Kostel byl opravován za druhé světové války, znovu v roce 2009.

### Historie podrobně
Loukov tvořil ve středověku samostatný malý statek, jehož majitelé byli zároveň i patrony kostela. Prvně se s kostelem sv. Markéty setkáváme v roce 1352, kdy je v rejstřících papežských desátků zmíněna i dnes již zaniklá ves Loukov. Kostel patřil mezi farní kostely odvádějící desátky v relativně malé výši, totiž pouze 6 grošů ročně.
Majitelé Loukova byli i patrony kostela a k němu vykonávali podací právo. Roku 1355 podávala ke kostelu paní Dobroslava, vdova po zesnulém Načkovi z Lúkého, roku 1356 zřejmě táž majitelka, uváděná však jako Vratna, vdova po Načkovi z Lúkého, a roku 1371 znovu Vratna, vdova po Načkovi z Lúkova, tentokrát však spolu se svými syny Mikulášem, Načkem a Lvem. V roce 1380 již ke kostelu podával Mikuláš z Lúké a roku 1396 Naček z Lúkého.
Roku 1397 je v souvislosti s darem pro loukovský kostel uváděn opět Naček z Lúkého spolu se svým nevlastním synem Václavem, jenž byl v pramenech jakožto Václav z Lúkého zmiňován už roku 1391. Roku 1399 ke kostelu podával Naček z Lúkého spolu s Matějem z Lúkého, roku 1401 sám Naček z Lúkého, roku 1404 Naček z Lúkého se Lvem z Lúkého a roku 1407 Lev (Léva) z Lúkého. Léva z Lúkého, syn Mikšův, je zmiňován i k roku 1406 v souvislosti s darem platu loukovskému kostelu, jehož část měla sloužit opravám kostela, a poté v roce 1414, kdy koupil panství Věž, Veselí a část Světlé, i v roce 1415.
Po Bílé hoře přestal být loukovský kostel (stejně jako i kostely v Dolním Městě a v Řečici) sídlem farností a spolu s lipnickým kostelem se stal filiálním kostelem, patřícím k farnosti ve Světlé nad Sázavou. Po obnovení farnosti v Lipnici, k čemuž došlo zřejmě roku 1694, se pak všechny tři kostely staly filiálkami lipnického farního kostela, jimiž zůstaly dodnes.
Zatímco tedy církevně-správně tvoří „podlipnické kostely“ od třicetileté války jednu skupinu, jinak tomu bylo s jejich pozemkovými vrchnostmi. Při konfiskaci trčkovského majetku byly totiž Řečice a Loukov připojeny k chotěbořskému panství, patřícímu Rašínům z Rýzmburka a později Kinským, Až někdy po roce 1714 byly Loukov a Řečice odděleny od Chotěboře a roku 1724 byly připojeny k lipnickému panství, od něhož však byly roku 1741 opět odděleny a staly se součástí nově vzniklého statku loukovského, patřícího sklářské rodině Adlerů. Teprve v roce 1763 poslední majitelka Loukova z rodu Adlerů prodala loukovský statek hraběti Palmovi, majiteli lipnického panství, a od tohoto roku měly opět všechny tři kostely téhož patrona.
Z barokní doby se nedochovaly takřka žádné písemné prameny týkající se přímo stavebního vývoje „podlipnických kostelů“. Ani nejstarší dochovaný inventář všech tří kostelů, pocházející z roku 1719, nepřináší žádné informace o jejich stavební podobě. Roku 1739 byl pořízen nový zvon na loukovskou kostelní věž.
Kostelní účty pro všechny tři kostely se dochovaly až pro období od roku 1774 (s přestávkou v letech 1797–1812) a nezmiňují se o nějakých zásadních stavebních změnách. Na loukovském kostele se roku 1781 pokrývalo šindelem, roku 1791 v něm tesař Myška opravil staré a zhotovil nové lavice a roku 1796 byly opraveny varhany. Ani v následujícím století nebyly prováděny opravy většího rozsahu.
O loukovském kostele inventář z roku 1838 říká, že stojí „poblíž emfyteutického, pod loukovskou sklářskou hutí ležícího poplužního dvora, zvaného Loukov“, je postaven z kamene v maltě, je kryt šindelem a je opatřen pěti okny a – včetně sakristie – třemi dveřmi. V kostele jsou tři oltáře, totiž hlavní sv. Markéty, pravý sv. Kateřiny a levý sv. Barbory, dále dřevěná kazatelna, dvanáct lavic a zpovědnice v sakristii. Varhany jsou lokalizovány „na kůru, ke kterému vedou ze hřbitova vlastní schody“; jde vlastně o pozitiv s malým pedálem a čtyřmi mutacemi. Na kůru jsou rovněž dvě lavice. Věž je součástí kostela a nacházejí se v ní dva zvony; kromě toho je tu o ní uvedeno, že „vedle ní je umístěn vchod na kůr“. Krátce po sepsání tohoto inventáře bylo v prosinci roku 1838 vydáno guberniální nařízení, podle něhož Martin Fitz v letech 1840–1841 postavil v areálu loukovského kostela márnici a hřbitovní zeď.
Z let 1848–1856 pocházejí zmínky o opravách všech tří kostelů, o kterých však jinak nic bližšího nevíme, pouze z pozdějšího pramene se dovídáme, že roku 1852 byl do loukovského kostela pořízen skleněný lustr; je možné, že jej zhotovila blízká loukovská sklárna. Roku 1893 stavitel Hradecký ze Světlé nad Sázavou nově pokryl dolnoměstskou zvonici a zároveň provedl opravy na loukovském kostele. V loukovském kostele se pracovalo pak i roku 1912, kdy malíř z Meziklas namaloval festony na dřevěnou kruchtu.
V roce 1914 stavitel a architekt ve Světlé nad Sázavou Emil Prückner provedl opravu všech tří kostelů, jejíž podstatnou část tvořily práce pokrývačské. Program opravy loukovského kostela vypracoval konzervátor památkové péče arch. Boža Dvořák, avšak nakonec byla i tato oprava provedena v mnohem menším rozsahu, než Dvořák navrhoval.
Nutnost dalekosáhlejší opravy všech tří kostelů, zvláště loukovského, byla vícekrát připomínána i ve dvacátých letech, ale k opravám stále nedocházelo a ani změna patrona v roce 1925 (místo Trautmannsdorffů se jím stal velkostatkář Josef Kolář) nepřinesla v tomto ohledu změnu k lepšímu, ba zřejmě spíše naopak. Loukovský kostel byl sice údajně opraven v roce 1928, kdy měla být pořízena také nová střecha, ale tyto práce, o kterých jinak nic bližšího nevíme, byly zřejmě nevelkého rozsahu.
K dlouho požadované opravě všech tří kostelů došlo až za druhé světové války. Jejím inspirátorem a animátorem i projektantem byl bývalý konzervátor památkové péče arch. Boža Dvořák, jenž postupoval v dohodě se současným konzervátorem památkové péče, kterým byl královéhradecký prelát Hugo Doskočil, a jenž o ní zevrubně informoval Památkový úřad, jehož instrukcemi se řídil. V roce 1941 byly v lodi, presbyteriu i sakristii objeveny středověké nástěnné malby poměrně vysoké umělecké úrovně. Nejnovější literatura je datuje do posledního desetiletí 14. století. Fresky v loukovském kostele odkryl v roce 1941 humpolecký malíř B. Šubrt.
Opravné práce na celém kostele pokračovaly od roku 1941 až do roku 1944. Byl vytvořen nový strop a byla též provedena výměna starého šindele. Akad. malíř Miroslav Baše, Karel Stehlík a Eugen Weidlich restaurovali odkryté fresky. Během oprav tesař Tvrdý zřídil nový dřevěný kazetový strop podle vzoru starého sešlého a pokryl střechu kostela šindelem, humpolecký řezbář Drahozal opravil hlavní oltář, akad. malíř a sochař Miloslav Baše spolu s Karlem Stehlíkem a Eugenem Weidlichem restaurovali odkryté fresky, Rudolf Šoula z Kejžlic dodal novou dlažbu, Taťána Hošková, Věra Nováková a Karel Stehlík zhotovili novou křížovou cestu na skic podle vzoru křížové cesty v řečickém kostele a truhlář František Michálek udělal nový oltářní stůl a lavice a opravil dřevěnou kruchtu (spolu s lipnickým malířem J. Stojanem) a kazatelnu.
Rozsáhlé rekonstrukce kostela (šindelová střecha, omítky…) proběhly v roce 2009 díky „Sdružení přátel podlipnických kostelů“.

## Bohoslužby
Bohoslužby se v kostele konají v pondělí v 15.30.